# Wappen Galiciens
Das Wappen Galiciens, einer Autonomen Gemeinschaft Spaniens, wurde am 17. Dezember 1972 von der Real Academia Galega in ihrer Plenarsitzung vorgeschlagen und in ihrer Zeitschrift das Jahrgangs 1973 publiziert. Im Ley 5/1984 vom 29. Mai 1984 legte das Parlament der Autonomen Gemeinschaft dann Wappen, Flagge und Hymne Galiciens gesetzlich fest, wobei es auf diesen Vorschlag zurückgriff.

## Beschreibung
Der Wappenschild zeigt in Blau eine silberne Hostie über dem goldenen Kelch von O Cebreiro, beiderseits von je drei silbernen gemeinen Kreuzen pfahlweise begleitet, und ein mittiges silbernes gemeines Kreuz am oberen Schildrand.
Auf dem Wappenschild ruht die goldene, rot gefütterte Königskrone Spaniens mit dem Reichsapfel.

## Herkunft der Wappenbestandteile
- Der goldene Kelch taucht als Wappen des „Königs von Galicien“ erstmals 1282 in einer in England verfassten Wappenrolle, der Segar´s Roll, auf, die insgesamt 221 Wappenschilde in Farbe aufzeichnete.[4] Es kann als sicher gelten, dass Galicien damals ein redendes Wappen führte. So wie León einen Löwen und Kastilien ein Kastell annahmen, so eben Galicien einen Kelch (spanisch caliz).[5] Etwa zur gleichen Zeit, 1285–1300, wurde in Frankreich in picardischer Sprache ein Wappenbuch zusammengestellt, das Armorial du Héraut Vermandois (Wappenbuch des Herolds des Vermandois). Darin findet sich folgender Eintrag:[6]

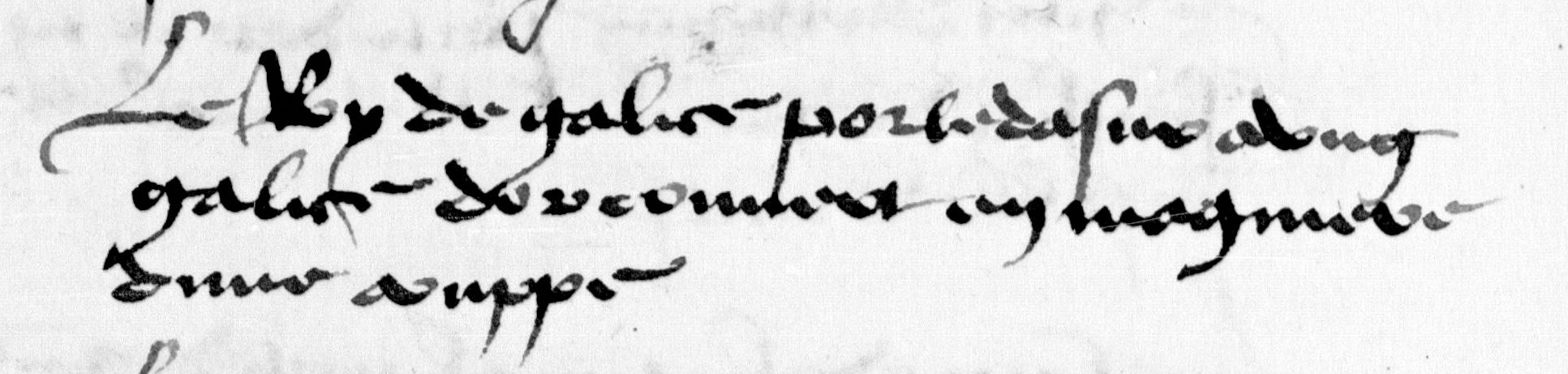
Original: Le Roy de Galice porte dasur a ung galice dor couvert en magniere dune couppe. Übersetzung: Der König von Galicien führt in Blau einen goldenen Kelch bedeckt von einer Art Kuppel. Armorial du Hérault Vermandois (1285-1300)

- Die silberne Hostie taucht erstmals in der Mitte des 16. Jahrhunderts auf, teilweise über dem Kelch schwebend wie an der Kirche Santa María de Sarandós in Abegondo (1554)[7], teilweise im Inneren einer goldenen Monstranz, zu der der Kelch nach und nach mutierte. So beschreibt der Licenciado Molina 1551 in seinem Werk Descripción del Reyno de Galizia y de las cosas notables del das Wappen,[8] das in dieser Form auch auf der Fahne auftaucht, die die galicischen Truppen im Oktober 1571 in der Seeschlacht von Lepanto mit sich führten.[9]

- Die silbernen Kreuze treten etwa um dieselbe Zeit zum Wappen Galiciens hinzu, um den Raum zwischen dem Kelch und dem Schildrand zu füllen. Zahl und Anordnung der Kreuze schwanken anfangs, ebenso deren Form. Eine der ältesten Darstellungen bilden die 10 Wiederkreuze im galicischen Wappen im Audienzsaal des Landeshauses des Brügger Freiamts von 1529. Es bildet eines der 47, von Herman Glosencamp, Rogier de Smet und Adrien Raset in Holz geschnitzten, Wappen, die die Statue Kaiser Karls V. umgeben und seinen Anspruch auf alle diese Herrschaften zum Ausdruck bringen sollen.[10] Die heutige Anordnung von sieben gemeinen Kreuzen findet sich erstmals auf zwei Landkarten, die jeweils Nova Descriptio Hispaniae betitelt sind und von flämischen Kupferstechern angefertigt wurden. Die erste verfertigte Hieronymus Cock 1553 in Antwerpen,[11] die zweite wurde 1555 von Thomas Geminus in London gestochen und Königin Maria I. und König Philipp II. gewidmet.[12]